# John Aubrey
John Aubrey född 12 mars 1626 nära Malmesbury cirka 15 km väster om Swindon  i Wiltshire i sydvästra England, död i juni 1697, var en engelsk fornforskare och författare till ett antal korta biografier, utgivna under namnet Brief Lives.
Aubrey kom från en välbärgad familj och 1642 började han studera vid Trinity College i Oxford, men hans studier avbröts av inbördeskriget. 1646 började Aubrey studera juridik vid Middle Temple, men han kom aldrig in på den juridiska banan.
Han tillbringade mycket av sin tid på landsbygden och 1649 fick han ögonen på stenålderslämningarna i Avebury och beskrev dem. Tre år senare dog hans far och efterlämnade stora jordegendomar men också ett antal besvärande skulder. Vid ett besök vid Stonehenge 1666 iakttog Aubrey fem cirkelformade nedpressningar av marken och noterade detta i sin anteckningsbok. När man drygt 150 år senare genomförde noggranna studier av lämningarna fann man en ring av 56 gamla hål och gav dem namnet Aubreys hål till ära av Aubreys tidiga upptäckt.
Aubrey fortsatte att bekanta sig med allehanda författare, naturvetare, politiker och aristokrater i sin samtid och han hade ögon för detaljer. Även om hans inhämtande av kunskaper knappast var ihärdigt gjorde han anteckningar (om än något slumpartade) om sina bekantas uppträdande, svaga sidor och kanske allra viktigast det skvaller som häftade vid dem.
År 1663 blev han medlem av Royal Society, den aktade sammanslutningen av forskare inom det naturvetenskapliga området. Vid denna tid råkade Aubrey ut för den ena stämningen efter den andra och 1670 hade han förlorat alla sina egendomar och blivit beroende av sina vänners välvilja.